# Śisviđing
Spiranje kostnega mozga ali śisviđing ali śisvi (kitajsko: 洗髓經; pinjin: Xi sui jing; Wade–Giles: Hsi sui ching; dob.: 'Spiranje kostnega mozga'; v kitajski izgovorjavi kot Śisvejđing) je vrsta čigunga, pri katerem skušamo stimulirati in okrepiti kosti in kostni mozeg. Da bi to dosegli, po eni strani uporabljamo meditacijo in vizualizacijo, po drugi pa uporabljamo obteževanje spolovil, da bi stimulirali spolno energijo, ali pa uporabljamo palice, s katerimi udarjamo po telesu, da bi vibracije udarcev dosegle kosti. V kitajščini śi pomeni sprati, očistiti, umiti, svi pomeni kostni mozeg, đing pa klasično delo. 

## Zgodovina
Čas nastanka vaj śisviđinga je zavit v temo. Po legendi naj bi jih ustvaril menih Bodhidharma, ki je deloval v šaolinskem templju. Spiranje kostnega mozga je tudi del daositične tradicije- kosti so bile za daoiste skrivni ključ do prizemljitve duha (šen (kitajska metafizika)|šen), predpogoj za to pa je, da so kosti primerno očiščene.

## Vadba śisviđinga
Vadba śisviđinga spada predvsem v tim. notranje delo (nejgung), kar pomeni uporabo uma oziroma notranjih vaj, da bi tako dosegli nadzor in harmonijo nad umom in telesom. V izročilu tantričnega budizma določeno raven spiranja kostnega mozga dosežemo že s krožnimi gibi hrbtenice. V daoistični tradiciji Spiranje kostnega mozga vsebuje sledeče vrste vaj:
- dihanje s kostmi: pri dihanju s kostmi si pomagamo s svojim umom in si predstavljamo, da z vdihom či prihaja v kosti, kar povzroči občutek močne kondenzirane in spiralno gibajoče se energije.[5]
- stiskanje čija v kosti: pri tej tehniki uporabljamo krčenje mišic, da bi vplivali na kosti.[6]
- udarci s palico: ti udarci naj bi zagotovili, da se či pomakne v kosti.[6]
- obteževanje spolnih organov naj bi sprostilo seksualno esenco- džing [7]

## Učinki vadbe
Vaje naj bi krepile telo in kri in posamezniku omogočale dosego razsvetljenja. V daoistični tradiciji spiranje kostnega mozga velja za zelo napredno četrto stopnjo vadbe čigunga, tik pred razsvetljenjem.
Poleg tega, da naj bi se s to vajo približali k razsvetljenju, naj bi imelo Spiranje kostnega mozga tudi učinke na zdravje in sicer: zaustavljanje ali celo zaustavitev procesa staranja, razstrupitev telesa in okrepitev živčevja in limfnega sistema.  
Velja pa omeniti tudi številne kontraindikacije: če pred vadbo ni odprt nebeški krogotok, lahko Spiranje kostnega mozga med drugim povzroči srčno aritmijo, pritisk v prsih, glavobole, bolečine v prsih ali v hrbtenici. Obteževanje spolnih organov je potrebno izvajati zmerno, ljudje s spolnimi boleznimi tega ne smejo početi. Določenih tehnik udarjanja s palico ne smejo vaditi ljudje z visokim krvnim pristikom ali srčnimi obolenji.